# Clubiona manshanensis
Clubiona manshanensis este o specie de păianjeni din genul Clubiona, familia Clubionidae, descrisă de Zhu și An, 1988. Conform Catalogue of Life specia Clubiona manshanensis nu are subspecii cunoscute.